# Ибрагимов, Анвар Камилевич
Анвар Камилевич Ибрагимов (27 ноября 1965, Уфа — 27 августа 2023, Химки, Московская область) — советский и российский фехтовальщик, олимпийский чемпион в командных соревнованиях рапиристов (1988). Заслуженный мастер спорта СССР (1988). Заслуженный тренер России (2004). Выдающийся спортсмен Республики Башкортостан (1994).

## Спортивная карьера
Начинал заниматься фехтованием в ДСО «Локомотив» у Рамиля Аюпова. В дальнейшем тренировался также под руководством Марка Мидлера.
Анвар Ибрагимов участвовал:
- На двух Олимпиадах: 1988 (1-е место) и 1992 (5-е место).
- На пяти Кубках Европы (5-кратный обладатель)
- На турнире «Дружба-84» (чемпион)

## Тренерская карьера
- 2000—2004 — старший тренер юниорской сборной России по фехтованию на рапирах;
- 2005—2006 — старший тренер мужской сборной России по фехтованию на рапирах.

Среди воспитанников Анвара Ибрагимова призёры Олимпийских игр Реналь Ганеев и Руслан Насибулин.

## Смерть
Скончался 27 августа 2023 года на 58-м году жизни. Похоронен на Троекуровском кладбище.

## Награды
Награждён медалью «За трудовую доблесть» (1985), орденом Почёта (1989), медалью «За трудовое отличие» (1992), медалью ордена «За заслуги перед Отечеством» II степени (указ президента РФ № 479 от 29.04.2003), орденом Дружбы народов (2004).

## Семья
- Ольга Величко (род. 1965) — жена, советская и российская фехтовальщица, двукратная чемпионка мира, Заслуженный мастер спорта СССР.
- Камиль Ибрагимов (род. 1993) — сын, российский фехтовальщик, двукратный чемпион мира, Заслуженный мастер спорта России.
- Камилла Ибрагимова (род. 2003) — дочь, российская фехтовальщица, Мастер спорта России.